# Perho
Perho este o comună din Finlanda.